# Palazzo della Luogotenenza austriaca
Il palazzo della Luogotenenza austriaca o palazzo della Prefettura di Trieste è uno dei palazzi più importanti risalenti al dominio asburgico a Trieste. L'entrata principale e monumentale è in piazza dell'Unità d'Italia, ma il palazzo si affaccia anche su piazza Verdi e via San Carlo. Già sede della Luogotenenza austriaca, oggi ospita la sede della Prefettura di Trieste.

## Storia
Il palazzo sorge sul sito del vecchio Palazzo Govee, costruito nel 1764 per ordine di Maria Teresa d'Austria, secondo il disegno di Giovanni Fusconi, dove si trovavano gli uffici dell'Arsenale imperiale.
In origine la struttura era costituita da due soli piani a cui ne venne aggiunto un terzo nel 1825. Demolito nel 1899, l'antico palazzo lasciò il posto alla nuova costruzione realizzata tra il 1901 ed il 1905, su il Artmann.
L'edificio, ultima delle imprese monumentali della piazza, venne molto criticato tanto che già nel 1910 si pensava ad un suo ampliamento fino al progetto incompiuto di demolizione antecedente alla prima guerra mondiale.
Particolare risulta la facciata decorata a mosaico con stemmi della casa Savoia realizzati dopo la prima guerra mondiale, in sostituzione dei mosaici originali, disegnati da Giuseppe Straka di Vienna, che presentavano elementi di derivazione austriaca.